# Av himlens här den Högstes makt
Av himlens här den Högstes makt är en kristen psalm. Texten är skriven av Johan Olof Wallin.
|  |
|  |

## Publicerad i
- 1819 års psalmbok, som nummer 140 under rubriken "Jesu uppsåndelse".
- Den svenska psalmboken 1937, som nummer 173 under rubriken "C. Kyrkan och nådemedlen".